# Stewartville (Minnesota)
La ville américaine de Stewartville est située dans le comté d'Olmsted, dans l’État du Minnesota. Lors du recensement de 2010, sa population s’élevait à 5 916 habitants.